# مهرداد دوم (پادشاه کوماژن)
مهرداد دوم آنتیوخوس اپیفان فیلورومائوس فیلهلن مونو کریتس (یونانی: Μιθριδάτης Ἀντίοχος ὀ Ἐπιφανής Φιλορωμαίος Φιλέλλην Μονοκρίτης، متوفی ۲۰ پ. م)، همچنین با نام مهرداد دوم کوماژن شناخته می‌شود، پادشاه کوماژن در قرن یکم پیش از میلاد بود.
وی از تبار ایرانی و یکی از پسران آنتیوخوس یکم پادشاه کوماژن بود. پس مرگ پدرش در ۳۱ پ. م، او جانشین پدرش شد و تا زمان مرگش سلطنت کرد.

## زندگی‌نامه
به گفته پلوتارک، مهرداد متحد تروم‌ویر رومی مارک آنتونی بود. در سال ۳۱ پ. م، مهرداد شخصاً نیروهای خود را برای حمایت از آنتونی در جنگ علیه سزار اکتاویان، امپراتور آینده روم، به آکتیوم در یونان هدایت کرد. اما پس از شکست آنتونی در نبرد آکتیوم، مهرداد متحد وفادار آگوستوس شد. با این وجود، آگوستوس مهرداد را مجبور کرد تا شهری در کوماژن به نام زیوگما را که گذرگاه اصلی رود فرات بود، به استان رومی سوریه واگذار کند. مهرداد برای نشان دادن حمایت خود از آگوستوس، عنوان فیلهلن («دوست یونانیان») را از عنوان اولیه خود حذف کرد و به جای آن عنوان فیلورومئوس («دوست رومیان») را برای خودش برگزید. هر دو عنوان برگرفته از خاندان سلطنتی کوماژن بود که پدر مهرداد آن را بنیان نهاده و مهرداد نیز در آن نقش مهمی داشت. عنوان دیگر او مونوکریتس یک عنوان غیرقابل تأیید است و به احتمال زیاد یک کار قضایی در داخل دولت سلطنتی و نشانه ای از موقعیت اجتماعی بالای او بود.
مهرداد یک برادر به نام آنتیوخوس داشت، آنتیوخوس همچنین شاهزاده پادشاهی بود. در سال ۲۹ پ. م ، آنتیوخوس به رم فرستاده شده و توسط امپراتور آگوستوس اعدام شد، زیرا آنتیوخوس سبب ترور سفیری که مهرداد به رم فرستاد شد.